# Kepayang (Bayung Lencir)
Kepayang is een bestuurslaag in het regentschap Musi Banyuasin van de provincie Zuid-Sumatra, Indonesië. Kepayang telt 2227 inwoners (volkstelling 2010).